# İlisu
İlisu är en ort i Azerbajdzjan.   Den ligger i distriktet Qax Rayonu, i den norra delen av landet, 260 km nordväst om huvudstaden Baku. İlisu ligger 1 262 meter över havet och antalet invånare är 1 370.
Terrängen runt İlisu är huvudsakligen mycket bergig. İlisu ligger nere i en dal. Närmaste större samhälle är Çinarlı, 12,4 km väster om İlisu. 
Trakten runt İlisu består i huvudsak av gräsmarker. Runt İlisu är det ganska glesbefolkat, med 38 invånare per kvadratkilometer.